# 中臺科技大學
中臺科技大學（英語：Central Taiwan University of Science and Technology,CTUST），簡稱中臺科大，位於臺中市北屯區，創立於1966年，校區近大坑風景區。

## 校史
前身為中臺醫事技術專科學校，簡稱中臺醫專。
- 1961年 丘念台及楊亮功在大坑地區興建一所大學，為紀念丘逢甲而命名為逢甲工商學院。1963年逢甲工商學院遷往西屯區。
- 1966年 台中市順天綜合醫院院長陳天機博士捐資在大坑原逢甲工商學校地創立「私立中台醫事技術專科學校」，簡稱中台醫專，設置五年制專科部醫事檢驗、放射技術、醫務管理三科，並參加五專聯合招生。
- 1968年 增設五年制護理助產科。
- 1974年 醫事檢驗科與放射技術科合併為五年制醫事技術科。
- 1977年 五年制放射技術科回復招生。
- 1981年 8月，成立五年制牙體技術科，為全國首創的科別。
- 1988年 增設二年制日間部護理助產科；二年制夜間部醫務管理科。
- 1989年 增設二年制夜間部護理助產科。
- 1991年 增設二年制日間部醫務管理科；二年制夜間部醫事技術科。護理助產科更名護理科。
- 1992年 增設二年制日間部食品衛生科。
- 1993年 增設二年制夜間部食品衛生科。
- 1994年 增設二年制夜間部放射技術科。
- 1995年 增設二年制日、夜間部幼兒保育科。
- 1998年 7月，改制為「中台醫護技術學院」。增設二年制日、夜間部資訊管理科。原醫事檢驗科、放射技術科、醫務管理科、護理科、食品衛生科，改制為二年制醫事檢驗系、放射技術系、醫務管理系、護理系、食品衛生系。同年12月，牙體技術科改制為牙體技術系。
- 1999年 增設及四年制牙體技術系、放射技術系、醫務管理系、護理系；增設二年制牙體技術系。
- 2000年 增設五年制應用外語科。食品衛生系更名食品科學系。
- 2001年 二年制幼兒保育科改制為二年制幼兒保育系。增設二年制與四年制行銷管理系
- 2002年 增設放射科學研究所、醫護管理研究所。
- 2003年 增設護理研究所、醫學工程暨材料研究所、醫學生物科技研究所、環境與安全衛生工程系、國際企業系。五年制應用外語科改制為四年制應用外語系。放射科學研究所與醫護管理研究所開始招生。
- 2004年 7月28日，奉教育部核復申請改名科技大學准予籌備一年。護理研究所、醫學工程暨材料研究所、醫學生物科技研究所、環境與安全衛生工程系、國際企業系開始招生
- 2005年 8月1日，改名「中臺科技大學」。增設食品科技研究所 、生命科學研究所及文教事業經營研究所。
- 2006年 增設老人照顧系二技在職專班。食品科技研究所 、生命科學研究所及文教事業經營研究所開始招生、同年二年制牙體技術系停招。
- 2007年 增設藥物科技研究所、放射科學研究所博士班、四年制日間部視光系。老人照顧系二技在職專班開始招生。
- 2008年 增設醫學檢驗生物技術系碩士班、安全與防災科技研究所。食品科學系更名食品科技系、醫護管理研究所更名健康產業管理研究所。藥物科技研究所、放射科學研究所博士班、四年制日間部視光系開始招生。
- 2009年 放射技術系改名醫學影像暨放射科學系、牙體技術系改名牙體技術暨材料系。醫學檢驗生物技術系碩士班、安全與防災科技研究所開始招生。同年9月(98學年度)，五年制專科部正式停止招生。
- 2010年 醫療暨健康產業管理系與健康產業管理研究所系所合一，健康產業管理研究所改名醫療暨健康產業管理系碩士班。
- 2011年 教育部核准幼兒保育系自100學年度起更名為兒童教育暨事業經營系。
- 2014年 原管理學院應用外語系、原護理學院文教事業經營研究所共組人文暨通識教育學院，並納入通識教育中心、藝文中心及語言中心。
- 2016年 生物科技研究所、藥物科技研究所與醫學工程暨材料研究所，三所整併為生物科技暨醫學工程研究所。增設長期照顧碩士學位學程。調整學院系所架構，兒童教育暨事業經營系自護理學院改隸人文暨通識教育學院。
- 2019年 人文暨通識教育學院與管理學院合併。
- 2019年 增設人工智慧健康管理系

## 歷任校長
| 任期           | 姓名           |
| -------------- | -------------- |
| 1966年－1971年 | 邱賢添         |
| 1971年－1972年 | 闕火富         |
| 1972年－1984年 | 陳天機         |
| 1984年－2001年 | 黃正文         |
| 2001年－2004年 | 王乃三         |
| 2004年－2009年 | 陳富都         |
| 2009年         | 鍾燕宜（代理） |
| 2009年－2015年 | 李宏謨         |
| 2015年－2020年 | 李隆盛         |
| 2021年－現任   | 陳錦杏         |

## 教學單位
| 健康科學院 | 醫學檢驗生物技術系（含碩士班） | 醫學影像暨放射科學系（含碩士班、博士班） |
| 健康科學院 | 牙體技術暨材料系（含碩士班）   | 環境與安全衛生工程系（含碩士班）         |
| 健康科學院 | 食品科技系（含碩士班）         | 視光系                                   |

| 護理學院 | 護理系（含碩士班） | 高齡健康照護系 |
| 護理學院 | 長期照顧碩學位學程 | 學士後護理系   |

| 人文及管理學院 | 醫療暨健康產業管理系(含碩士班) | 資訊管理系         |
| 人文及管理學院 | 行銷管理系                     | 經營管理系         |
| 人文及管理學院 | 兒童教育暨事業經營系           | 應用外語系         |
| 人文及管理學院 | 文教事業經營研究所             | 人工智慧健康管理系 |
| 人文及管理學院 | 通識教育中心                   | 語言中心           |

## 知名校友
- 柯富揚，中華民國中醫師公會理事長
- 李沛霖，承業生醫集團董事長
- 徐佳瑩，知名金曲獎歌手
- 陳譯賢，歌手、演員、節目主持人
- 陳嘉君，演員
- 千千，本名洪千淑，知名Youtuber

## 爭議事件
台中中臺科技大學21歲洪姓男大生長期遭同學霸凌，在校內墜樓身亡。洪男姊姊不捨弟弟承受委屈，開始多次透過網路發聲，除了要求霸凌者道歉之外，也指控校方處理態度不積極。

## 歷年日間部師生比及新生註冊率
- 112學年度日間部學生人數3973，專任老師人數206，日間部師生比19.29（學生數/老師數）。

- 112學年度新生註冊率70.97%。
- 113學年度新生註冊率74.18%。